# Пираншехр
Пираншехр (перс. پیرانشهر‎, курд. پیرانشار) — город в Иране, в провинции Западный Азербайджан. Административный центр одноимённого шахрестана.

## География
Город расположен на северо-западе Ирана на границе между Ираном и Ираком. Северо-западнее его находятся горы Siyah Kooh, южнее — горы Sipan. В этих горах берёт начало река Малый Заб, являющаяся левым притоком реки Тигр.
По национальному составу курды, азербайджанцы, по вероисповеданию большинство составляют шииты. Город известен производством гранита разных видов.
В Пираншехре находится пограничный терминал «Тамарчин», через который следуют грузы из Ирака в арабские страны.